# Mussel
Mussel est un village situé dans la commune néerlandaise de Stadskanaal, dans la province de Groningue. Le 1er janvier 2007, le village comptait 1 020 habitants.